# Landkreis Sigmaringen
Landkreis Sigmaringen är ett distrikt i södra Baden-Württemberg i Tyskland med 130 849 invånare (2019). Huvudort är Sigmaringen.

## Städer och kommuner
| Städer | Övriga kommuner |                                                                                              |
| --- | --- | -------------------------------------------------------------------------------------------- |
| 1. Bad Saulgau 2. Gammertingen 3. Hettingen 4. Mengen 5. Messkirch 6. Pfullendorf 7. Scheer 8. Sigmaringen 9. Veringenstadt | 1. Beuron 2. Bingen 3. Herbertingen 4. Herdwangen-Schönach 5. Hohentengen 6. Illmensee 7. Inzigkofen 8. Krauchenwies 9. Leibertingen 10. Neufra | 1. Ostrach 2. Sauldorf 3. Schwenningen 4. Sigmaringendorf 5. Stetten am kalten Markt 6. Wald |